# Johann Friedrich Hoffmann (Jurist)
Johann Friedrich Hoffmann (* 22. Februar 1710 in Sangerhausen; † 28. Oktober 1759 ebenda) war ein kursächsischer Jurist und Kommunalpolitiker. Er war Bergrichter und Bürgermeister in der Amtsstadt Sangerhausen.

## Leben
Johann Friedrich Hoffmann war der Sohn des Akziseinspektors und Ratsherrn Johann Elias Hoffmann und dessen Ehefrau Sophia Elisabeth, geborene Amman. Nach dem Besuch der Stadtschule in Sangerhausen und ab 1723 der Landesfürstenschule Pforta nahm Hoffmann 1729 ein Studium an der Universität Leipzig auf.
Er erwarb 1732 den Magistergrad und wurde 1735 zum Doktor beider Rechte (Doctor iuris utriusque) promoviert.
Im Anschluss an das Studium praktizierte Johann Friedrich Hoffmann als Jurist in Sangerhausen.
Im Jahr 1748 wirkte er als Gerichtsverwalter der Herren von Böltzig zu Oberröblingen (Andreas Dietrich von Böltzig), wurde Amtmann in Brücken und im Jahr 1751 Syndicus.
Ende September 1752 wurde er Nachfolger von Gottfried Gräfenhayn als Bergrichter und Bürgermeister von Sangerhausen.
Als Bergrichter war er für die Einhaltung des kurfürstlichen Berggesetze und die Urteilssprechung zuständig.
Hoffmann korrespondierte u. a. mit Johann Christoph Gottsched und war Mitglied der Nachmittäglichen Rednergesellschaft in Leipzig. Im Jahr 1752 wurde er Mitglied der Gesellschaft der freyen Künste in Leipzig und 1758 Mitglied der Churfürstlich Mayntzischen Academie nützlicher Wissenschaften in Erfurt. Am 6. Oktober 1759 wurde er mit dem akademischen Beinamen Caesius Mutinensis II. zum Mitglied (Matrikel-Nr. 627) der Leopoldina gewählt.
Er war in erster Ehe seit 1736 mit Anne Sophia, geborene Jerx, verheiratet. Das Ehepaar hatte einen Sohn. Nach dem frühen Tod seiner Ehefrau im Jahr 1746 heiratete er 1747 Maria Johanna, geborene Beyer. Das Ehepaar hatte zwei Töchter und einen Sohn.